# Alaimus parvus
Alaimus parvus is een rondwormensoort uit de familie van de Alaimidae.